# Langsgeplaatste motor

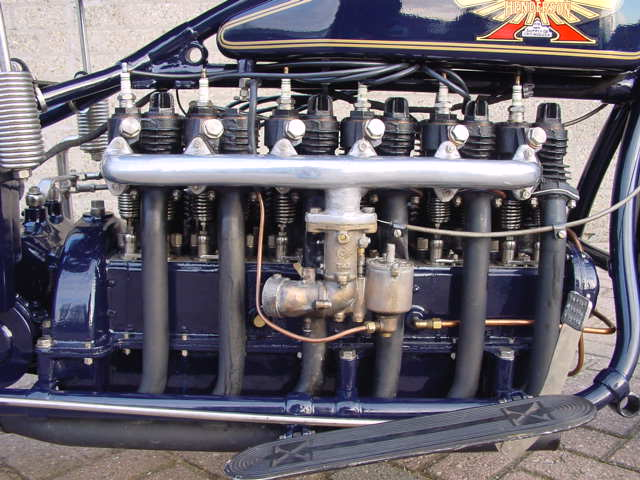
Langsgeplaatste zescilinder lijnmotor in een Henderson De Luxe Supersix uit 1926

Een langsgeplaatste motor is een zuigermotor waarbij de krukas in de rijrichting ligt, dus in de lengte van het voertuig.
Dit type motor wordt bij auto's meestal toegepast als de aandrijving naar achteren moet (bij achterwielaandrijving) met uitzondering van sommige Audi modellen die met dit type motor voorwielaandrijving hebben. Bij voorwielaandrijving wordt meestal een dwarsgeplaatste motor gebruikt. Vrachtwagens hebben vaak ook een langsgeplaatste motor vanwege de achterwielaandrijving.
Bij motorfietsen is het gebruik van een bepaald type motor afhankelijk van de aandrijving: Bij een ketting- of riemaandrijving wordt meestal een dwarsgeplaatste motor gebruikt, bij asaandrijving een langsgeplaatste motor. Langsgeplaatste motoren bij motorfietsen hebben wel een nadeel: door het "kantelmoment" van de krukas kantelt de hele motorfiets in meer of mindere mate mee als er gas gegeven wordt. Vaak wordt dit (deels) opgelost door andere componenten, zoals de dynamo en de versnellingsbak tegenovergesteld aan de krukas te laten draaien.

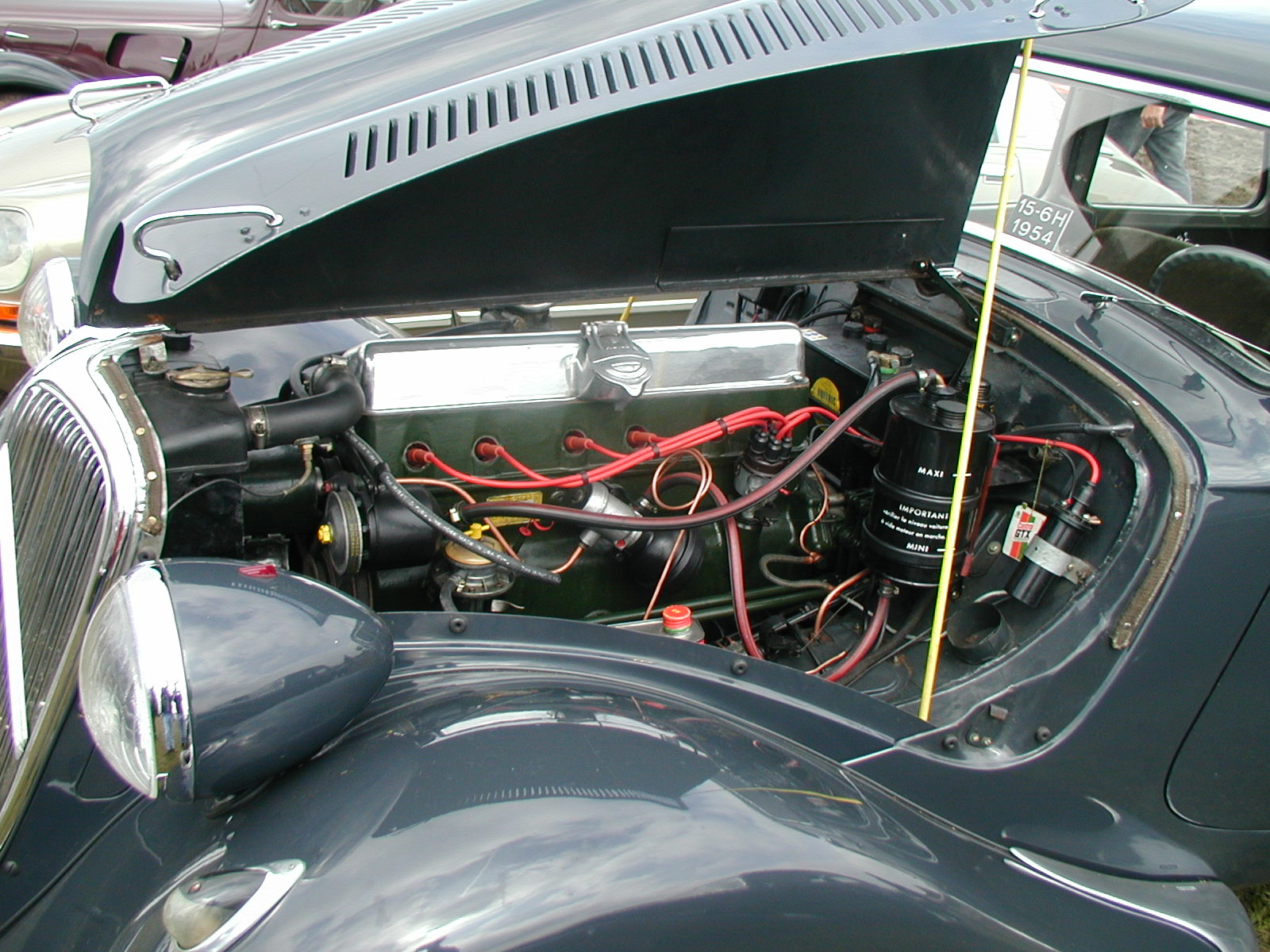
Langsgeplaatste zescilinder lijnmotor in een Citroën Traction Avant

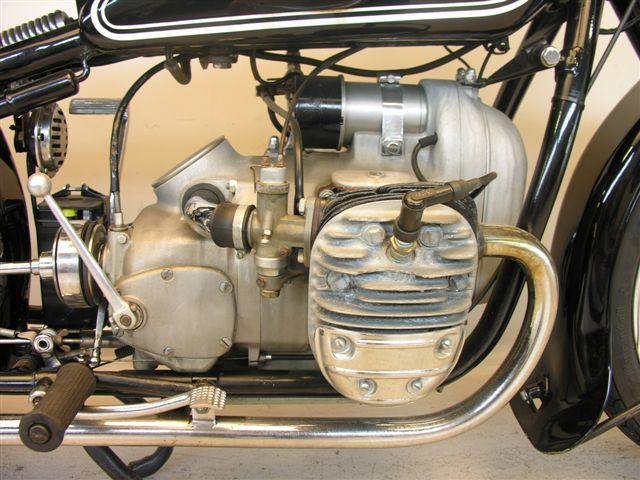
Ook de BMW-boxermotoren zijn langsgeplaatst